# Liste der Ramsar-Gebiete in Simbabwe
Die Ramsar-Gebiete in Simbabwe sind nach der 1971 beschlossenen Ramsar-Konvention besondere Schutzzonen für natürliche Feuchtgebiete auf dem Territorium des Landes. Sie besitzen gemäß dem Anliegen dieses völkerrechtlichen Vertrags eine hohe Bedeutung und dienen insbesondere dem Erhalt der Lebensräume von Wasser- und Watvögeln. In Simbabwe sind diese Bestimmungen mit Wirkung vom 3. Mai 2013 in Kraft getreten.
In Simbabwe existieren 7 Ramsar-Gebiete mit einer Gesamtfläche von 453.828 Hektar (Stand 2021).
| Chinhoyi-Höhlen |

| Cleveland |

| Driefontein Grasslands |

| Chivero und Manyame |

| Mana Pools NP |

| Monavale |

| Victoria-Fälle |

## Liste der Ramsar-Gebiete in Simbabwe
Quelle:
| Name des Gebiets                                               | Bild            | Lage                                                            | Koordinaten                      | Größe in ha | Ausweisungs- Datum | Bemerkungen |
| -------------------------------------------------------------- | --------------- | --------------------------------------------------------------- | -------------------------------- | ----------- | ------------------ | --- |
| Chinhoyi Caves Recreational Park                               |                 | Provinz Mashonaland West                                        | 17° 21′ 19,8″ S, 30° 7′ 42,2″ O  | 33,4        | 3. Mai 2013        | nationaler Status: Recreational Park (Erholungsgebiet) internationaler Status: UNESCO-Welterbe Das Schutzgebiet besteht aus einer Karstlandschaft mit einem ausgedehnten Höhlensystem.                                        |
| Cleveland Dam                                                  | Bild gesucht BW | Provinz Harare                                                  | 17° 50′ 19″ S, 31° 9′ 13″ O      | 1050        | 3. Mai 2013        | nationaler Status: keiner Das Schutzgebiet ist ein Staudamm und sein nahes Umfeld im Stadtgebiet von Harare. |
| Driefontein Grasslands                                         | Bild gesucht BW | Provinz Mashonaland East, Provinz Masvingo und Provinz Midlands | 19° 16′ 30,7″ S, 30° 50′ 20,4″ O | 201.194     | 3. Mai 2013        | nationaler Status: keiner Das Schutzgebiet befindet sich nördlich von Masvingo im Bereich des Grenzdreiecks von drei Provinzen. Hier gibt es Landschaften mit Miombowald des Kalahari-Typs, Sümpfe und kleine Seen.           |
| Lake Chivero and Manyame Chivero and Manyame Recreational Park |                 | Provinz Harare und Provinz Mashonaland West                     | 17° 51′ 34,2″ S, 30° 43′ 33,6″ O | 29.260      | 3. Mai 2013        | nationaler Status: Recreational Park (Erholungsgebiet) Das Schutzgebiet besteht aus zwei Stauseen und ihrem nahen Umfeld. Sie befinden sich westlich der Hauptstadt Harare.                                                   |
| Mana Pools National Park                                       |                 | Provinz Mashonaland West                                        | 16° 1′ 57,4″ S, 29° 28′ 7,7″ O   | 220.034     | 3. Mai 2013        | nationaler Status: Game Reserve internationaler Status: UNESCO-Welterbe, UNESCO-Biosphärenreservat Das Schutzgebiet liegt in einer dünn besiedelten Region, die sich vom Sambesi (Grenze mit Sambia) nach Südosten erstreckt. |
| Monavale Wetland Monavale Vlei                                 | Bild gesucht BW | Provinz Harare                                                  | 17° 48′ 46,1″ S, 31° 0′ 19,4″ O  | 507         | 3. Mai 2013        | nationaler Status: Protected wetland area Das Schutzgebiet erstreckt sich im Westen und im Nordwesten der Stadt Harare zwischen bebauten Stadtteilen und umfasst mehrere Grünzonen mit Miombowaldvegetation.                  |
| Victoria Falls National Park                                   |                 | Provinz Matabeleland North                                      | 17° 56′ 12,5″ S, 25° 50′ 58,2″ O | 1750        | 3. Mai 2013        | nationaler Status: Protected area internationaler Status: UNESCO-Welterbe Das Schutzgebiet umfasst ein Areal zwischen der Fernstraße A8 und einem Abschnitt der Schlucht unterhalb der bekannten Wasserfälle.                 |